# Kandi
Kandi er en by i det nordlige Benin, der er hovedstad i landets departement Alibori. Byen har et befolkningstal (pr. 2007) på cirka 117.000, og dens primære beskæftigelseskilde er landbrug.
1. ↑  instad.bj (fra Wikidata).